# Knutange
Knutange település Franciaországban, Moselle megyében. Lakosainak száma 3206 fő (2022. január 1.). Knutange Neufchef, Fontoy, Hayange és Nilvange községekkel határos.

## Népesség
A település népességének változása:
| Lakosok száma | 4433 | 3649 | 3772 | 3439 | 3217 | 3207 | 3203 | 3192 | 3197 | 3206 |
|               | 1968 | 1982 | 1990 | 2006 | 2013 | 2015 | 2017 | 2019 | 2020 | 2022 |